# Alexander von Humboldt II (schip, 2011)
De Alexander von Humboldt II is een Duits tallship dat in 2011 gebouwd is. Het dient als vervanging van de Alexander von Humboldt (schip, 1906). Het schip wordt gebruikt door de Deutsche Stiftung Sail Training als opleidingsschip